# Štěpán Rak
Štěpán Rak (* 8. srpna 1945 Praha) je český kytarista, hudební skladatel a pedagog česko-ukrajinského původu.

## Životopis
V roce 1963 po ukončení studií na střední výtvarné škole v Radotíně absolvoval studium hry na kytaru a studium skladby na pražské konzervatoři pod vedením Štěpána Urbana a Zdeňka Hůly, studium ukončeno v roce 1970. Na tato studia pak navázal při studiu na Hudební fakultě Akademie múzických umění v Praze. Již za studií obdržel významné ocenění za 1. místo v hudební soutěži mladých skladatelů v Československu, a to za skladbu Hirošima z roku 1973 a 2. cenu v dalším ročníku téže soutěže za píseň Až. Po studiích začal pracovat jako učitel hudby na Lidových školách umění.
V roce 1975 obdržel pozvání do Finska, aby zde pomohl vytvořit základy pro zdejší studium kytarové hry. Ve Finsku vyučoval na konzervatoři, pořádal mistrovské kursy, dělal přednášky a také koncertoval, a to jak sólově, tak i s předními finskými orchestry té doby. Koncertoval prakticky po celém Finsku, hostoval ve Finském rozhlasu a televizi. Do Československa se vrátil roku 1980, jako pedagog pokračoval s výukou kytarové hry na pražské konzervatoři, později též jako odborný asistent na Pedagogické fakultě v Českých Budějovicích.
Působil i jako člen odborných porot na různých mezinárodních hudebních soutěžích. V roce 1982 se stal prvním pedagogem AMU, který se zde věnoval kytarové hře. Zde působí dodnes.
V roce 2000 byl prezidentem Václavem Havlem jmenován prvním vysokoškolským profesorem hry na kytaru v Česku. 
Na přelomu tisíciletí též spolupracoval s Českým rozhlasem 2 Praha na dramatizaci děl Jaroslava Foglara, Karla Maye, Otakara Batličky a dalších, ve kterých obstaral hudební doprovod na kytaru.
S rodinou žije v pražském Radotíně.

## Příbuzní
- Syn Jan-Matěj Rak – kytarista, písničkář, komunální politik
- Syn Štěpán Rak – paleontolog, geolog, člen Letopisecké komise Radotín

## Dílo

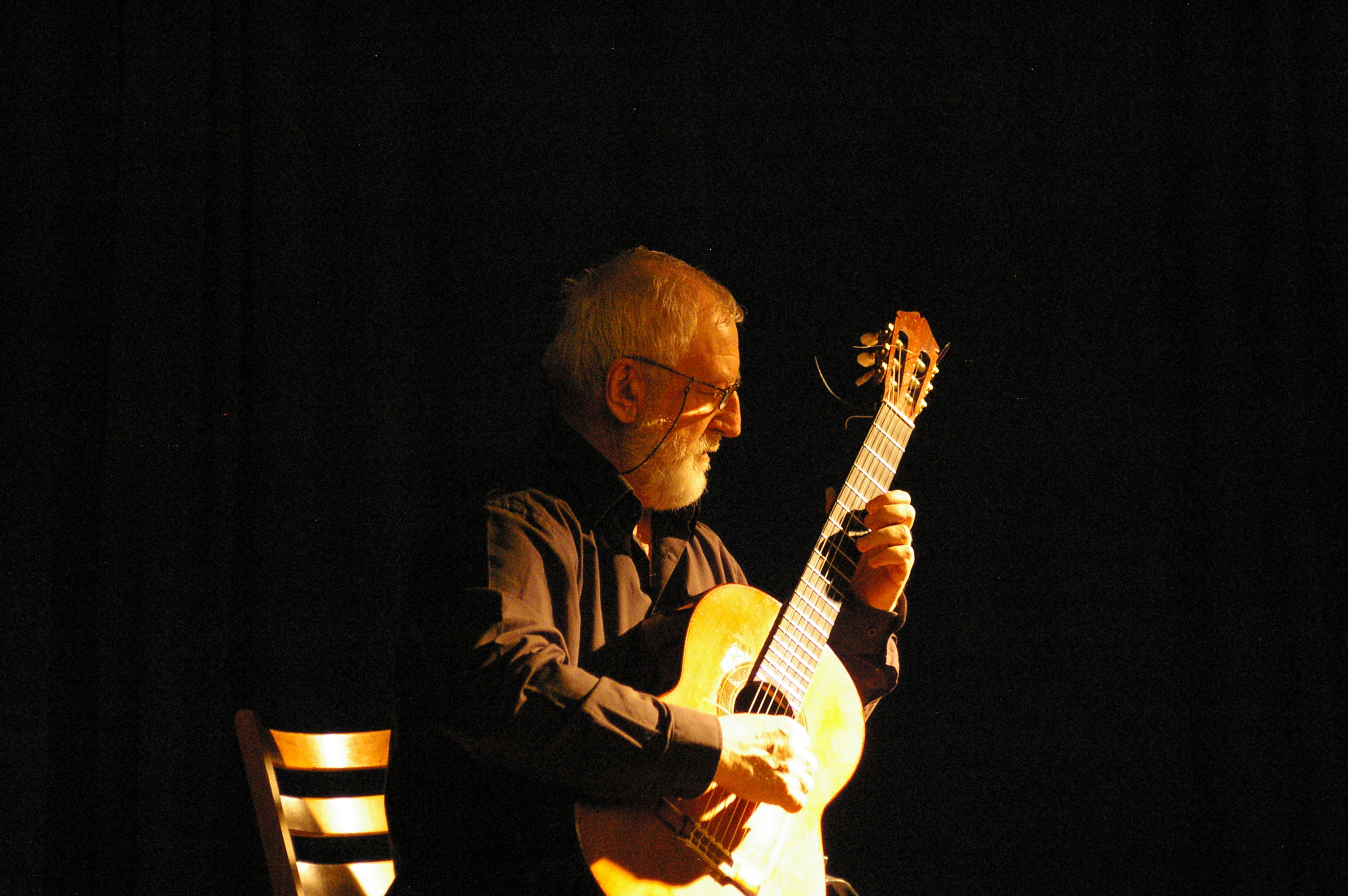
Při koncertu Vivat Comenius, Poděbrady 2010

### Pedagogická činnost
Snaží se vypracovat kompletní metodiku kytarové hry, k tomuto účelu natočil dokument demonstrující nové techniky kytarové hry. Jeho největší přínos spočívá v rozvinutí techniky tzv. pětiprsté hry (tato technika je známá pod názvem Rakovo tremolo). která využívá aktivace malíčku hráčovy pravé ruky, což umožňuje nové výrazové možnosti jak v soudobých skladbách, tak i v klasickém kytarovém repertoáru. Díky mezinárodní spolupráci s ostatními pedagogy se tato technika prosazuje i v zahraničí.

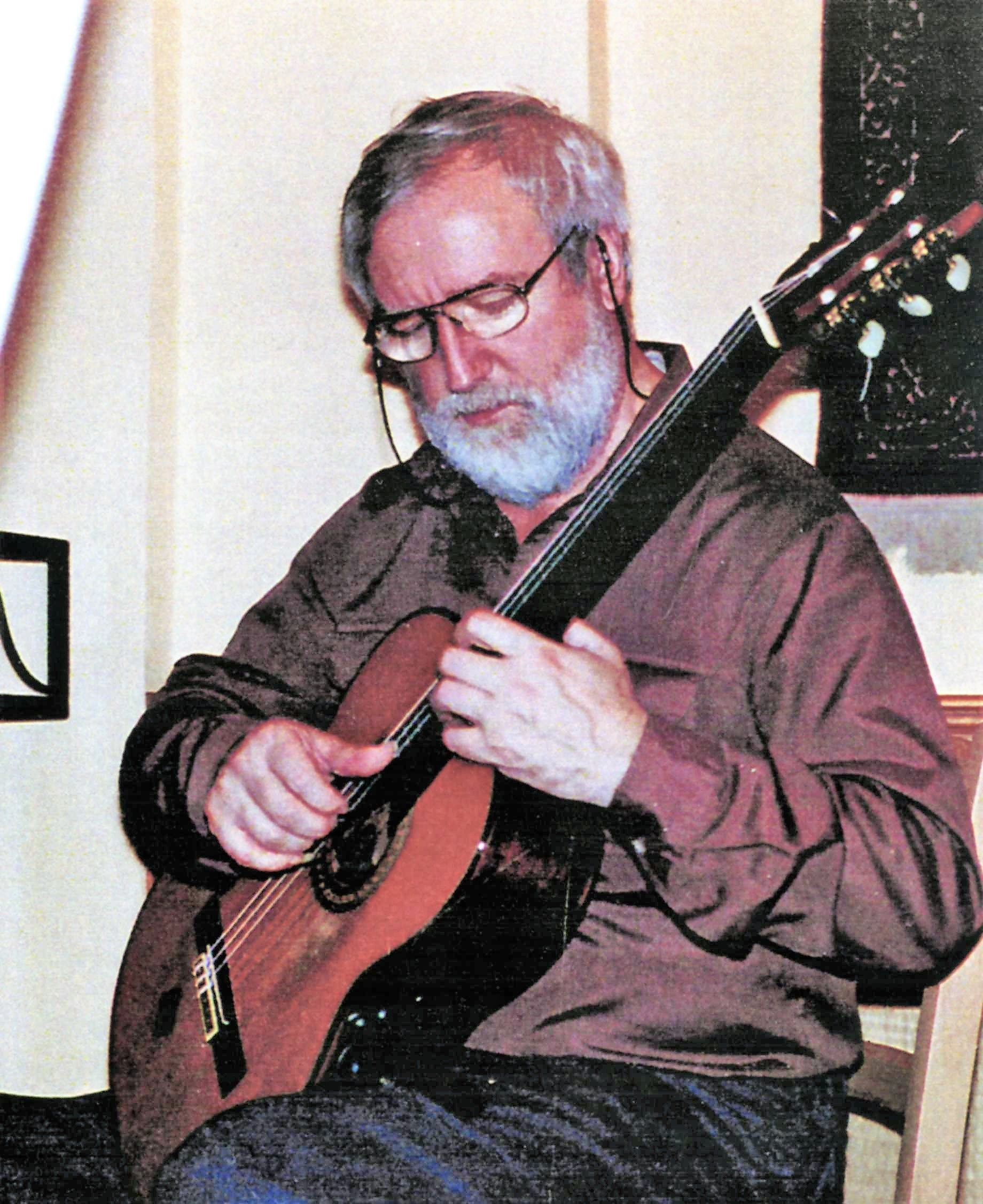
Koncert v Muzeu umění a designu Benešov (2002)

### Kompoziční činnost, výběr
- Smyčcový kvartet, opus 14 – 1972
- Klavírní sonáta, opus 13 – 1974
- Hirošima, orchestrální suita, opus 16 – 1974
- Český sen, Ricercar pro velký dechový orchestr, varhany a bicí nástroje, opus 21 – 1974
- Romance pro kytaru a violoncello, opus 5 – 1696 a 1974
- Koncert pro kytaru a orchestr C dur – opus 26 – 1975
- Vzpomínka na Prahu pro housle a kytaru – opus 36 – 1978
- Rapsodia per violino solo – opus 3 – 1979
- Šumařova suita pro akordeon solo – opus 32 – 1980
- České pohádky pro flétnu a kytaru – opus 43 – 1982
- Pláč kytary pro kytaru a marimbu – opus 11 – 1983
- Čtyři pro tři pro hoboj, fagot a kytaru – opus 49 – 1985
- Písně nočních draků, cyklus písní s kytarou bez textu – opus 59 – 1986
- Balalajka pro kytaru a lidský hlas – opus 66 – 1989
- Vivat Comenius, koncert pro kytaru, housle, zobcovou flétnu, lidský hlas a orffovský instrumentář s textem J.A.Komenského – 1989
- Soumrak', pro sólovou kytaru – opus 67 – 1990
- Partia di Bohemia, pro sólovou kytaru – opus 72 – 1991
- Prélude, pro sólovou kytaru – opus 72 – 1991
- Darwiniana, pro sólovou kytaru – 1972
- Terra Australis I., pro sólovou kytaru – 1992
- Terra Australis II., pro sólovou kytaru – 1993
- Teskně hučí Niagára, pro sólovou kytaru – 1995
- Ten vánoční čas, třicet koled pro sólovou kytaru – 1996
- Romaza, pro sólovou kytaru – 1996
- S kytarou kolem světa, pro sólovou kytaru – 1996
- Eine kleine Rakmusik, pro sólovou kytaru – 1996
- Svita – The renaissance suite, pro sólovou kytaru – 1997
- Rudolfiana, pro sólovou kytaru – 1997
- La folia, variace pro sólovou kytaru – 1998
- Píseň Glumgdauglič, pro sólovou kytaru – 1999
- 20000 mil pod mořem, pro sólovou kytaru – 2000
- Královská suita, pro sólovou kytaru – 2002
- Chvála času, pro sólovou kytaru – 2002

### Diskografie, výběr
- Works by Koshkin and Rak, Vladimír Mikulka – BIS 1983
- Štěpán Rak live at the Whigmore hall – Musical New Services 1985
- Prague Marimba Trio, Miroslav Kokoška, Jaroslav Svěcený, Štěpán Rak – Supraphon 1988
- Remembering Prague – Chandos 1988
- Vladimír Mikulka plays Štěpán Rak, Vladimír Mikulka – GHA 1989
- The Guitar of Štěpán Rak – Nimbus 1989
- Dedications – Nimbus 1990
- Live in Studio – Liverpool Guitar studio 1991
- The Guitar of 21st century – GRAN-CENTER 1994
- Teskně hučí Niagara – Multisonic 1994
- Terra Australis I. – Monitor EMI 1994
- Terra Australis II. – Spirála 1996
- Hledání lásky – Alfréd Strejček, Štěpán Rak – Spirála 1997
- Hoši od Bobří řeky – Alfréd Strejček, Štěpán Rak – Spirála 1998
- Ten vánoční čas – Spirála 1999
- Nada Shakki & Štěpán Rak – Spirála 1999
- With the Guitar around the World – Spirála 2000
- Vivat Comenius – Alfréd Strejček, Miloslav Klaus, Jaroslav svěcený, Miroslav Petráš, Štěpán Rak – GZ digital media 2001
- Obraz ze života mého – Máchovské nokturno – Alfréd Strejček, Štěpán Rak – GZ digital media 2002
- Spirála moudrosti – Jaroslava Urbanová, Jitka Molavcová, Alfréd Strejček, Štěpán Rak – Unlimited media 2002
- Song for David – live in Jiná káva, Nostalgie Music Agency 2010
- Spirála moudrosti – Jaroslava Urbanová, Jitka Molavcová, Alfréd Strejček, Štěpán Rak – AMENIUS 2007

### Literární a publikační činnost
- Kytara, má láska – spolu s Jaroslavou Urbanovou – EMINENT 2003

### Osvětová činnost
Spojení uměleckého přednesu poezii s kytarovou hrou je také náplní jeho komponovaných osvětových pořadů, ve kterých se snaží posluchačům přiblížit technické a hudební finesy při hře na kytaru.
Jedná se o tzv. „nová kytarová melodramata“:
- Erbenova Kytice
- Wolkerova Cirkusová pohádka

### Kytaroterapie
Jedná se o novou muzikoterapeutickou metodu, kdy účinkem mluveného slova a hry na kytaru působí terapeuticky na posluchačovu mysl.
- pásmo Spirála moudrosti s Alfrédem Strejčkem
- pásmo Z tajností egyptských Paula Bruntona s Jitkou Molavcovou